# Abou George
Abou George es un cultivar de higuera de tipo higo común Ficus carica autofértil, unífera es decir con una sola cosecha por temporada los higos de verano-otoño, de higos con epidermis con color de fondo púrpura oscuro y sobre color manchas irregulares de verde con amarillo marrón, con lenticelas diminutas de color blanco. Se localiza en Siria y en Oriente Medio, también cultivado en jardines particulares y colecciones en Estados Unidos.

## Sinonimia
- „sin sinónimo“,[6][7]

## Historia
Esta variedad de higuera es oriunda de Siria.
Según la descripción de Bass: « "Variedad siria oscura. Adaptable al clima frío. Del jardín del difunto "Abou George", un inmigrante sirio que trajo este higo de su ciudad natal. Al árbol le fue bien y las frutas son dulces y deliciosas. Higos medianos oscuros, resistentes al frío".»

## Características
La higuera 'Abou George' es un árbol de tamaño grande, con un porte esparcido, muy vigoroso, muy fértil en la cosecha de higos. Es una variedad unífera de tipo higo común, de producción abundante de higos jugosos y dulces.
Los higos son de tipo pequeño a mediano de unos 15 a 30 gramos, de forma cónica apeonzada, costillas marcadas; pedúnculo corto de color verde; su epidermis delgada es de textura suave, con color de fondo púrpura oscuro y sobre color manchas irregulares de verde con amarillo marrón, con lenticelas diminutas de color blanco. La carne (mesocarpio) de tamaño medio grosor regular y de color blanco; ostiolo de tamaño mediano; cavidad interna ausente con aquenios pequeños y numerosos; pulpa jugosa dulce, de color rojo claro y sabor a frutos rojos del bosque.

## El cultivo de la higuera
Los higos 'Abou George' son aptos para la siembra con protección en USDA Hardiness Zones 7 a más cálida, su USDA Hardiness Zones óptima es de la 8 a la 10. El fruto de este cultivar es de tamaño mediano, jugoso y muy dulce.
Se localiza en Siria y en Oriente Medio, también cultivado en jardines particulares y colecciones en Estados Unidos.